# Quartier Robespierre
Le quartier Robespierre est situé dans le centre-ville de Vitry-sur-Seine dans le département du Val-de-Marne. Au centre se trouve la tour Robespierre haute de 89 mètres et composée de 26 étages.

## Historique
En 1958, la Semise a pour mission de transformer le quartier compris entre la place du marché et la route départementale 5 sous les plans de l’architecte Mario Capra. La municipalité dirigée par Clément Perrot lance alors un plan d’aménagement communal pour améliorer le cadre et les conditions de vie des vitriots. En effet, pour beaucoup, le centre-ville de Vitry est insalubre. Les rues sont étroites, tortueuses et mal pavées.
Le quartier est né en 1974 de la vision de l’architecte Mario Capra, sous les ordres du directeur des projets de la Semise : Jean-Paul Sédilot et d’instances locales voulant proposer un ensemble d’appartements modernes pouvant accueillir près de 182 familles. Ces mêmes habitants pouvaient devenir propriétaires pour une somme modeste de 1 000 Francs soit 435 euros aujourd’hui.

### Un quartier vivant
Avec les années, le quartier a enrichi son offre de services : transport, de commerce, de sport avec notamment une salle de boxe, cinéma municipal, les 3 Cinés Robespierre, la bibliothèque municipale Nelson Mandela, de santé et d’éducation, l’école élémentaire Jean Moulin.
L’offre culturelle est notamment illustrée par les graffeurs et Street Artistes (C215 et Vitry Art2rue) qui ont complètement envahi ce quartier afin d’y déposer leurs œuvres murales.

### Rénovation
Aujourd’hui, ce quartier concentre l’essentiel des 35 % de logements sociaux du centre-ville. Il est situé au sein d'un quartier prioritaire comptant 3 700 habitants. C’est pourquoi le quartier Robespierre fait partie du programme de renouvellement de l’État, notamment avec l’arrivée du Grand Paris, car les transports permettraient la création d’emplois pour ses habitants. Ce renouvellement enrichira la vie locale de ce quartier avec de nouveaux équipements public et associative. Ce plan proposera donc un cadre de vie renouvelé avec la poursuite d’une démarche culturelle et artistique emblématique à la ville.